# Благодарне (Ташлинський район)
Благода́рне (рос. Благодарное) — село у складі Ташлинського району Оренбурзької області, Росія.

## Населення
Населення — 655 осіб (2010; 759 у 2002).
Національний склад (станом на 2002 рік):
- росіяни — 87 %